# 세인트루이스식 피자
세인트루이스 피자는 미주리주 세인트루이스 및 주변 지역에서 볼 수 있는 피자의 한 종류이다. 이 피자는 효모 없이 만든 얇은 크래커 같은 껍질에 달콤한 토마토 소스를 얹고, (쐐기 모양이 아닌) 정사각형이나 직사각형으로 잘라 프로벨 치즈를 얹는다.
세인트루이스 피자는 이모스 피자와 같은 지역 식당 및 체인점에서 맛볼 수 있다. 냉동 세인트루이스 피자는 슈넉스 및 디어버그스 마켓과 같은 지역 슈퍼마켓에서 판매된다.

## 고유한 특징

### 얇은 도우
효모 없이 얇게 밀어 만든 세인트루이스 피자의 도우는 질감이 더 강한 딥 디쉬 피자 및 뉴욕 피자와 달리 바삭하고 크래커 같다.
다른 피자 스타일에서 볼 수 있는 큰 파이 조각 대신, 3~4인치 정사각형으로 잘리며, 이를 파티 컷 또는 태번 컷이라고 부른다. 정사각형으로 자르는 방식은 에드 이모의 이전 직업이 타일 시공자였다는 점에서 영감을 받았다고 제안되었다. 더 작은 조각과 단단한 도우는 토핑의 무게를 지탱하는 데 도움이 된다.

### 프로벨 치즈

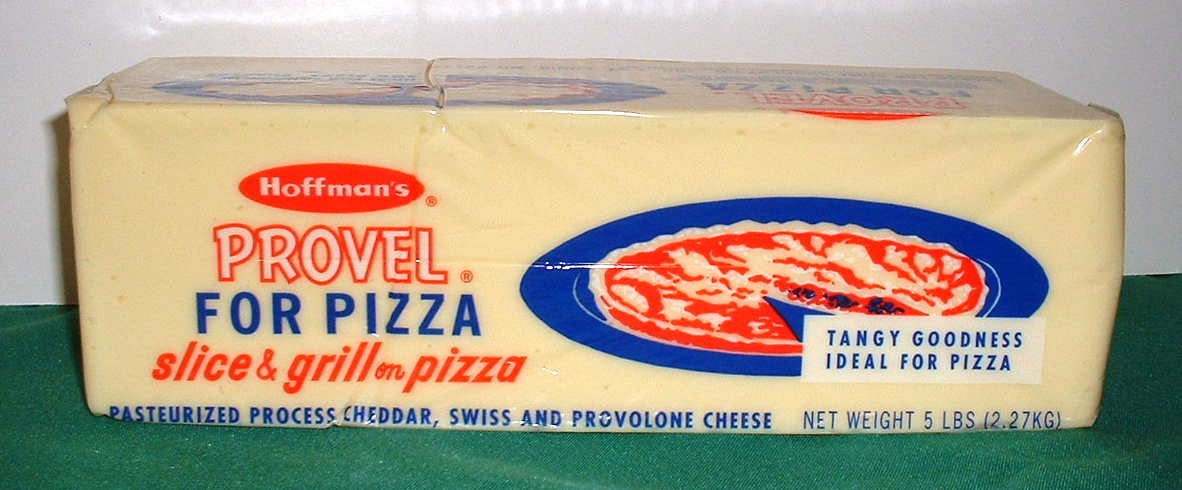
5파운드짜리 프로벨 치즈 블록

모차렐라 대신 프로벨 치즈가 사용된다. 프로벨은 1950년대 세인트루이스의 코스타 식료품점에서 개발된 체다 치즈, 스위스 치즈, 그리고 프로볼론으로 만든 흰색 가공치즈이다. 이것은 주로 세인트루이스 시장을 위해 크래프트 하인즈 자회사가 위스콘신주에서 만든다.

### 달콤한 토마토 소스
토마토 소스는 다른 피자 스타일보다 오레가노로 더 많이 양념되어 있으며, 세인트루이스에서 이탈리아 음식에 대한 시칠리아 이민자들의 영향으로 인해 더 달콤한 경향이 있다.

## 같이 보기
- 미국 중서부 요리
- 세인트루이스 요리
- 피자 치즈

## 더 읽어보기
- Benetti, Asonta (2022년 4월 6일). “How Salty-Velvety Provel Cheese Became a St. Louis Icon”. 《Bon Appétit》 (미국 영어). 2025년 6월 16일에 확인함.
- Harris, Blake (2022년 3월 16일). “The Spirit of St. Louis-Style Pizza”. 《PMQ Pizza》 (미국 영어). 2025년 6월 16일에 확인함.
- Rothbarth, Adam (2024년 9월 24일). “In Defense of a St. Louis Favorite, Provel Cheese”. 《Food & Wine》 (영어). 2025년 6월 16일에 확인함.
- Rummel, Rachel. “Is St. Louis–Style Pizza Really Just Nachos?”. 《Gastro Obscura》 (영어). 2025년 6월 16일에 확인함.
- Stiles, Nancy (2017년 9월 22일). “Hip to Be Square: Slicing Into the History of St. Louis-Style Pizza”. 《Feast Magazine》 (영어). 2025년 6월 16일에 확인함.
- Tanzilo, Bobby (2012년 8월 13일). “Provel links St. Louis pizza to Wisconsin”. 《OnMilwaukee》. 2025년 6월 16일에 확인함.
- Vergara, Jenny; Martin, Mackenzie (2022년 11월 30일). “St. Louis pizza is the style everyone loves to hate. Why can't Missouri be proud of that?”. 《KCUR - Kansas City news and NPR》. Hungry For MO (영어). 2025년 6월 16일에 확인함.